# Belot

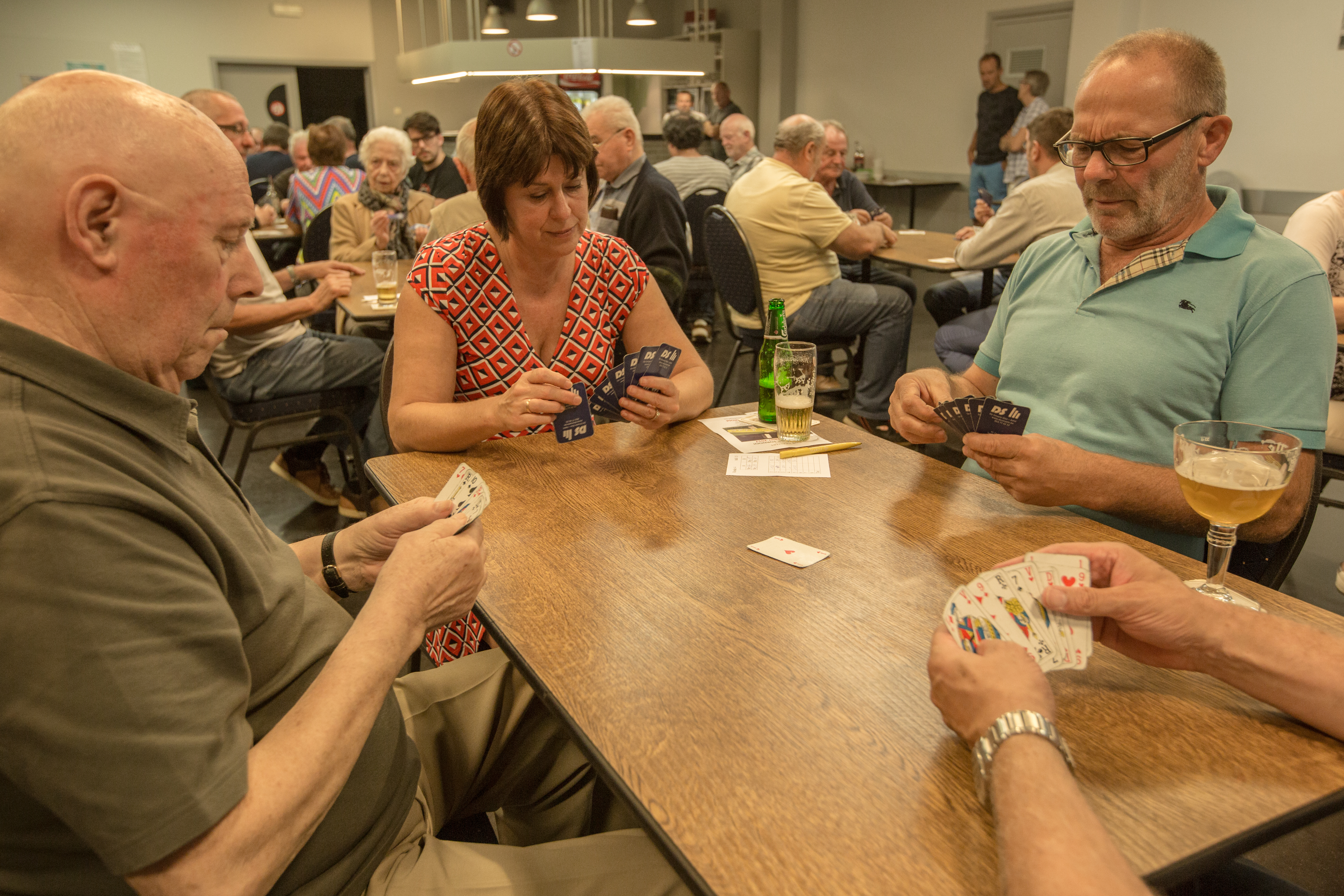
Belotspieler

Belot (üblicherweise abgekürzt als Bela, armenisch blot) ist der Name eines Kartenspieles mit 32 Karten für zwei bis vier Spieler. Traditionell wird es mit französischem oder deutschem Blatt gespielt. Verwendet werden die Karten: Ass, 10, König, Dame, Bube, 9, 8, 7 in vier Farben Kreuz, Pik, Herz und Karo.
Dieses Spiel erfreut sich vor allem in Kroatien, Bosnien und Herzegowina, Bulgarien, Nordmazedonien, Serbien und Arabien großer Beliebtheit. Es wird weiterhin in einigen Staaten der ehemaligen Sowjetunion (z. B. Russland oder Ukraine) und von Gemeinden der armenischen Diaspora und jüdischen Gemeinden weltweit gespielt. Es gibt bei diesem Spiel allerdings relativ verschiedene Regelauffassungen, sodass nicht von einer festen einheitlichen Spielregel gesprochen werden kann. Die Regeln sind nahezu identisch mit dem französischen Nationalkartenspiel La Belote und damit eine osteuropäische Variante der großen Jassfamilie.

## Regeln
1. Als Spielführer muss man in der gespielten Runde mehr Punkte erreichen als der oder die Gegenspieler, da ansonsten die eigenen Punkte dem Gegner oder den Gegnern zugerechnet werden, bei gleicher Punktzahl werden ebenfalls die Punkte des Spielführers dem Gegenspieler oder den Gegenspielern zugerechnet.
2. Wenn ein Spieler oder Team keine Karten in einer Runde erspielt, werden dem anderen Spieler oder Team 90 Punkte dazugerechnet, vorher angesagte Punkte des Spielers oder Teams ohne erspielte Karten verfallen.

### Kartenverteilung bei 2, 3 oder 4 Spielern

#### Zwei Spieler
Bei 2 Spielern erhält jeder Spieler sechs Karten in die Hand, die er sehen darf, und vier Karten, die umgedreht bleiben, bis der Trumpf gewählt ist, vom Reststapel wird dann die oberste Karte umgedreht. Der Reihe nach müssen nun die Spieler entscheiden, ob sie diese aufgedeckte Karte annehmen; falls jemand dies tut, wird er zum Spielführer, und die Farbe der angenommenen Karte wird Trumpf (adut). Der Rest der Karten kommt nicht ins Spiel. Lehnen beide Spieler die Karte ab, so dürfen sie in einem zweiten Durchgang bestimmen, ob sie Spielführer sein wollen und, wenn ja, welche Farbe Trumpf sein soll, aber sie dürfen nicht mehr die Farbe der aufgedeckten Karte wählen, falls nach dem zweiten Durchgang niemand einen Trumpf wählt, muss der Kartengeber eine Farbe als Trumpf wählen.

#### Drei Spieler
Bei 3 Spielern erhält auch jeder Spieler sechs Karten, die er aufdecken darf und vier, die umgedreht bleiben. Es bleiben zwei Karten übrig, die erhält der Spieler, der aus seinen 6 Karten den Trumpf wählt und somit zum Spielführer wird. Er nimmt sich die zwei Karten und die vier umgedrehten, gleicht ab, welche ihm am besten passen, und legt zwei Karten umgedreht ab, die nicht mehr zum Spiel dazugehören und von den anderen Spielern nicht eingesehen werden dürfen.

#### Vier Spieler
Bei 4 Spielern erhält jeder Spieler 6 Karten und 2, die umgedreht werden. Da bei vier Spielern keine Karten übrig bleiben, da das Blatt nur 32 Karten enthält, wählt der erste Spieler nächst dem Kartengeber aus seinen 6 Karten einen Trumpf oder gibt die Trumpfwahl weiter (auf Serbisch bzw. Kroatisch: dalje).
Entscheidet sich keiner der drei Spieler zu einem Trumpf, so muss der Kartengeber einen Trumpf wählen.
Vor dem Spiel kann man schon Punkte, die man auf der Hand hat, ansagen, diese werden dann bei Ende der Runde zu den erspielten Punkten dazugerechnet 
Bei 2 Spielern ist folgender Punkt zu beachten: Wurde der Trumpf gewählt und entspricht er der Farbe die aufgedeckt ist, darf ein Spieler, der die 7 dieser Farbe unter den ersten sechs Karten hat, mit der unten liegenden austauschen.
Einer der Spieler spielt eine Karte aus, auf welche die anderen Spieler eine Karte derselben Farbe ausspielen müssen, falls keine vorhanden ist, muss eine Trumpfkarte gespielt werden, falls keine Trumpfkarte vorhanden ist, wird eine beliebige Karte gespielt. Wurde ein Trumpf ausgespielt, muss ein höherer Trumpf gespielt werden, wenn vorhanden. Es gilt: Trumpfzwang in allen Farben und Stichzwang in der Trumpffarbe.
Die zwei, drei oder vier ausgespielten Karten fallen demjenigen zu, der die höchste Karte gelegt hat.
Die nächste Runde beginnt: Einer spielt eine Karte aus, dann folgen die anderen usw. Dies wird so lange wiederholt, bis alle Karten ausgespielt sind.

## Punktewertung der Karten
| Karte  | Trumpf | Andere Farbe |
| ------ | ------ | ------------ |
| Bube   | 20     | 20           |
| Neun   | 14     | 0            |
| Ass    | 11     | 11           |
| Zehn   | 10     | 10           |
| König  | 04     | 04           |
| Dame   | 03     | 03           |
| Acht   | 0      | 0            |
| Sieben | 0      | 0            |

### Ansagen von Punkten
Bevor die erste Runde beginnt, kann man auch Punkte ansagen, die man schon auf seinem Blatt vorliegen hat, diese angesagten Punkte muss man den anderen vorweisen.
Die Punktzahl setzt sich wie folgt zusammen:
- 3 Karten derselben Farbe hintereinander ergeben 20 Punkte (Bsp.: 7-8-9 oder 10-Bube-Dame)
- 4 Karten derselben Farbe hintereinander ergeben 50 Punkte (Bsp.: 9-10-Bube-Dame oder 7-8-9-10)
- 4 Karten der gleichen Symbole ergeben 100 Punkte (Bsp.: 4× 10 oder 4× Dame oder 4× König oder 4× Ass)
- 4 Karten mit der „9“ ergeben 150 Punkte
- 4 Karten mit dem Symbol der Buben ergeben 200 Punkte
- 5 Karten derselben Farbe hintereinander ergeben 100 Punkte (Bsp.: 10-Bube-Dame-König-As oder 8-9-10-Bube-Dame)

Der Spieler der sowohl König als auch Dame der Trumpffarbe hat, kann beim Ausspielen der Dame oder des Königs „Bela“ ansagen. Er kann aber auch zu Beginn des Spiels „Bela“ ansagen, da diese 20 Punkte zählt und eventuell beim Ansagen von Punkten vor der Runde eine Rolle spielen kann.
Hat ein Spieler jeweils vier derselben Karten aller Farben (außer bei 7 oder 8) auf der Hand vorzuweisen, so hat er ebenfalls 100 Punkte, außer wenn er viermal die 9 hat, dann hat er 150 Punkte und wenn er viermal den Buben hat, dann hat er 200 Punkte.
Man kann die Karten auch doppelt werten, z. B. wenn man 8-9-10 hat, das wären 20 Punkte und wenn man noch von den anderen drei Farben die 10 besitzt, dann werden auch die 10er Karten mit 100 Punkten bewertet, also hätte man dann 120 Punkte anzusagen und vorzuweisen.
Ergibt sich bei der Punkteansage dieselbe angesagte Punktzahl, z. B. zwei Spieler haben 100 Punkte anzusagen, dann werden die des Spielers gezählt, welcher näher zum Kartengeber sitzt, die 100 Punkte des anderen entfallen somit.
Besitzt man alle Karten einer Farbe, von 7 bis Ass hat man ein so genanntes „Belot“, was bedeutet, dass man das komplette Spiel gewonnen hat, egal ob bis 501, 701 oder 1001 Punkte gespielt wird.

### Zielpunkte und Spielende
Normalerweise, üblich bei Turnieren, wird Bela zu viert gespielt, nämlich in 2 Teams zu je 2 Spielern, man kann es aber auch zu zweit oder zu dritt spielen, jeweils einzeln. Ziel ist es, je nach Spieleranzahl, bei 2 Spielern 501 Punkte, 3 Spielern 701 Punkte und bei vier Spielern 1001 Punkte zu erreichen.